# Schwalbach am Taunus
Schwalbach am Taunus è un comune tedesco di 15 519 abitanti, situato nel land dell'Assia.